# Губяк, Дмитрий Васильевич
Дмитрий Васильевич Губяк (род. 18 марта 1982 года в Теребовле, Тернопольская область) — украинский бандурист-вокалист, композитор. Сын педагога и этнографа Василия Губяка. Член Национального союза кобзарей Украины (2003), заслуженный артист Украины (2009). Знаток харьковского способа игры на бандуре.

## Биография
Окончил Теребовлянскую музыкальную школу (класс Я. В. Кубит), детскую студию «Кобзарик» при Струсовской заслуженной капелле бандуристов «Кобзарь» (1990). В составе капеллы побывал на фестивале «Звени бандура в козацком краю» (Днепропетровск, 1994).
В 1995 году получил Гран-при Всеукраинского конкурса молодых исполнителей на бандуре им. В. Кабачка в Полтаве. Как подарок получил именную бандуру. В 1996 году — I премия того же конкурса.
В 1997 году поступил на обучение в Тернопольское музыкальное училище им. С. Крушельницкой. По классу бандуры учился у Ирины Турко, по классу вокала — у Ивана Равлюка. В том же году стал дипломантом Международного фестиваля «Маленький принц», который проходил в г. Бухарест, Румыния.
В 1998 году стал дипломантом Международного конкурса молодых композиторов им. М. Багдановича в г. Гродно, Беларусь. В этом же году стал лауреатом-стипендиатом Всеукраинского конкурса «Новые имена Украины», г. Киев.
В 1998 году, окончив первый курс Тернопольского музыкального училища, поступил в Львовскую государственную музыкальную академию им. Н. В. Лысенко в класс выдающегося педагога и изготовителя бандур профессора Василия Герасименко. По классу вокала учился у выдающейся певицы, народной артистки Украины Тамары Дидык.
В 2003 году стал лауреатом I премии Национального конкурса бандуристов им. Г. Китастого, который проходил в Киеве. В 2004 году стал лауреатом II премии III-го Международного конкурса исполнителей на украинских народных инструментах им. Г. Хоткевича, г. Харьков. Неоднократно принимал участие в Международном музыкальном фестивале «Молодые художники» — г. Байройт, Германия. В 2005 году стал лауреатом Международного телевизионного фестиваля народной музыки «Горицвет».
Весной 2006 года на конкурсе им. Зиновия Штокалка в г. Тернополь дебютировал в качестве члена жюри. Выступает с сольными концертами на Украине и за её пределами (Польша, Германия, Франция, США). С 2004 по 2006 год работал солистом Львовской областной филармонии им. С. Людкевича в составе ансамбля «Высокий Замок» (художественный руководитель Андрей Яцкив).
С 2003 года является действительным членом Национального союза кобзарей Украины. В ноябре 2006 года окончил исполнительскую аспирантуру в Львовской государственной музыкальной академии им. М. В. Лысенко под руководством профессора В. Герасименко.
В 2007 году стал лауреатом II премии IV международного конкурса исполнителей на украинских народных инструментах им. Гната Хоткевича (г. Харьков) (I премия не присуждалась). В этом же году стал одним из победителей конкурса Министерства культуры и туризма Украины на получение Гранта президента Украины для молодых художников.
Осенью 2007 года приглашён на Всеукраинский детский конкурс мальчиков-бандурстов «Кобзарская молодёжь», который проходил в г. Чернигове как член жюри. С сентября 2007 года работает в Кременецком областном гуманитарно-педагогическом институте им. Т. Г. Шевченко на должности старшего преподавателя кафедры музыкальных дисциплин.
С 29 ноября по 6 декабря 2008 года был членом жюри на VIII международном художественном конкурсе «Серебряный звон», который проходил в г. Ужгород. Инициатором проведения этого конкурса является выдающийся современный украинский композитор Евгений Станкович.
В 2009 году стал автором проекта Первого регионального фестиваля-конкурса кобзарского искусства им. Костя Мисевича «Кобзарская ватра», который состоялся 15—17 мая в Кременецком областном гуманитарно-педагогическом институте имени Тараса Шевченко при поддержке Тернопольской областной государственной администрации. Конкурс охватил участников из 5-ти областей: Тернопольской, Ровенской, Волынской, Львовской и Ивано-Франковской. Председатель жюри — народная артистка Украины, профессор Л. К. Посикира, члены жюри: А. С. Смоляк, Н. П. Сточанская, Н. Е. Турко, Д. В. Губяк.
Научную работу совмещает с концертной деятельностью. Произведения исполняет на харьковской и львовской бандурах (конструкции В. Герасименко). В репертуаре — классические произведения композиторов XVIII—XX века. в переводе для бандуры, обработки народных песен и танцев, собственные песни и инструментальные произведения.
11 декабря 2009 года указом Президента Украины Губяку присвоено звание Заслуженного артиста Украины.
С ноября 2009 года работает по совместительству в Тернопольском академическом музыкально-драматическом театре имени Т. Г. Шевченко на должности актёра. С 1 сентября 2010 года — преподаватель бандуры Института искусств Тернопольского Национального педагогического университета им. Владимира Гнатюка. Губяк является автором монографии «Играй, Кобзарь», посвящённой 50-летнему юбилею заслуженной самодеятельной капеллы бандуристов «Кобзарь» Струсовского сельского дома культуры. Монография рекомендована к печати учёным советом КОГПИ им. Тараса Шевченко (Львов, ТеРус 2010 г.). Участвует во многих научно-практических конференциях, как докладчик и исполнитель.

## Дискография
| Год выхода | Название                    |
| ---------- | --------------------------- |
| 2010       | Співа душа — бринить струна |
| 2009       | На козацьких шляхах         |
| 2009       | Стежка в синю даль          |
| 2009       | Bandura con spirito         |
| 2005       | Золота осінь                |